# Оливер Твист (персонаж)
Оливер Твист (англ. Oliver Twist) — главный герой романа Чарльза Диккенса «Приключения Оливера Твиста», впервые изданного в 1837—1839 годах. Первый главный герой-ребёнок в истории английской литературы. Стал героем ряда экранизаций книги.

## Образ
Оливер Твист — мальчик с неясным происхождением, который родился в 1820-х годах и попал в сиротский приют в одном из английских городов, остающемся безымянным. Он сбегает в Лондон и там становится членом воровской шайки. Позже Оливер попадает в дом добродетельного джентльмена, мистера Браунлоу, оттуда его снова похищают. В итоге выясняется, что Оливера преследует Монкс — его брат по отцу, стремившийся завладеть всем наследством. Монкс во всём раскаивается, а Оливер становится приёмным сыном Браунлоу.
Оливер стал первым главным героем-ребёнком в истории английской литературы. Специалисты отмечают, что это уникальный персонаж и для Диккенса: это единственный главный герой, который остаётся ребёнком в течение всего повествования (и при этом доживает до счастливого финала).
Роман Диккенса много раз экранизировался: к началу XXI века вышли 22 адаптации. В их числе фильм Дэвида Лина 1948 года (главную роль сыграл Джон Говард Дэвис), киномюзикл Кэрола Рида 1968 года (в роли Оливера Твиста Марк Лестер), фильм Романа Полански 2005 года (в роли Оливера Твиста Барни Кларк).